# Gteter
Gteter (franska: Gteter (CR), Gteter (Commune Rurale), arabiska: أهل واد زا) är en kommun i Marocko.   Den ligger i regionen Oriental, i den nordöstra delen av landet, 300 km öster om huvudstaden Rabat. Antalet invånare är 6 732.